# Mira Leung
Pour les articles homonymes, voir Leung.
Mira Leung, née le 28 mars 1989 à Vancouver (Colombie-Britannique), est une patineuse artistique canadienne.
Vice-championne canadienne de 2006, elle a participé aux Jeux olympiques de Turin à l'âge de 16 ans, où elle a terminé 12e.

## Biographie

### Carrière sportive
À l'âge de 13 ans, elle décide de concourir dans la catégorie sénior nationalement, faisant le saut directement de la catégorie pré-novice aux ligues majeures. Elle termine 14e en 2003 et revient en 2004, plus forte, finissant 5e et se taillant une place au sein de l'équipe nationale à l'âge de 14 ans. Partant avec la médaille de bronze en 2005, elle travaille assidûment sur ses notes de composantes (note de présentation) afin de s'assurer une place dans le top 2 aux championnats nationaux et ainsi s'assurer une place sur l'équipe olympique. À sa première compétition sénior internationale, en 2004, elle termine 3e.
Mira suit des cours de ballet et joue du piano, en plus elle parle couramment le français. Elle est d'origine chinoise.

## Palmarès
| Compétition                   | 2003    | 2004    | 2005    | 2006    | 2007    | 2008    | 2009    | 2010    |  |  |  |  |  |  |
| Jeux olympiques d'hiver       |         |         |         | 12e     |         |         |         |         |  |  |  |  |  |  |
| Championnats du monde         |         |         |         | 13e     | 24e     | 14e     |         |         |  |  |  |  |  |  |
| Quatre continents             |         |         |         |         |         | 5e      |         |         |  |  |  |  |  |  |
| Championnats du Canada        | 14e     | 5e      | 3e      | 2e      | 2e      | 2e      | 6e      | A       |  |  |  |  |  |  |
| Championnats du monde juniors |         |         | 8e      |         |         |         |         |         |  |  |  |  |  |  |
|                               |         |         |         |         |         |         |         |         |  |  |  |  |  |  |
| Grand Prix ISU                | 2002/03 | 2003/04 | 2004/05 | 2005/06 | 2006/07 | 2007/08 | 2008/09 | 2009/10 |  |  |  |  |  |  |
| Skate America                 |         |         |         | 6e      | 8e      | 5e      | 7e      |         |  |  |  |  |  |  |
| Skate Canada                  |         |         | 7e      | 6e      | 6e      |         |         |         |  |  |  |  |  |  |
| Coupe de Chine                |         |         | 7e      |         |         |         | 11e     |         |  |  |  |  |  |  |
| Trophée de France             |         |         |         |         |         | 5e      |         |         |  |  |  |  |  |  |
| Légende : A = Abandon         |         |         |         |         |         |         |         |         |  |  |  |  |  |  |